# Basilique Sainte-Marie-du-Chœur de Saint-Sébastien
La basilique Sainte-Marie-du-Coro (en basque : Koruko Andre Mariaren basilika et en espagnol : Basílica de Nuestra Señora del Coro) est une basilique catholique du diocèse de Saint-Sébastien en Espagne.

## Description
L’entrée de l'église se fait par une porte latérale en forme de niche, encadrée par deux tours richement décorées.

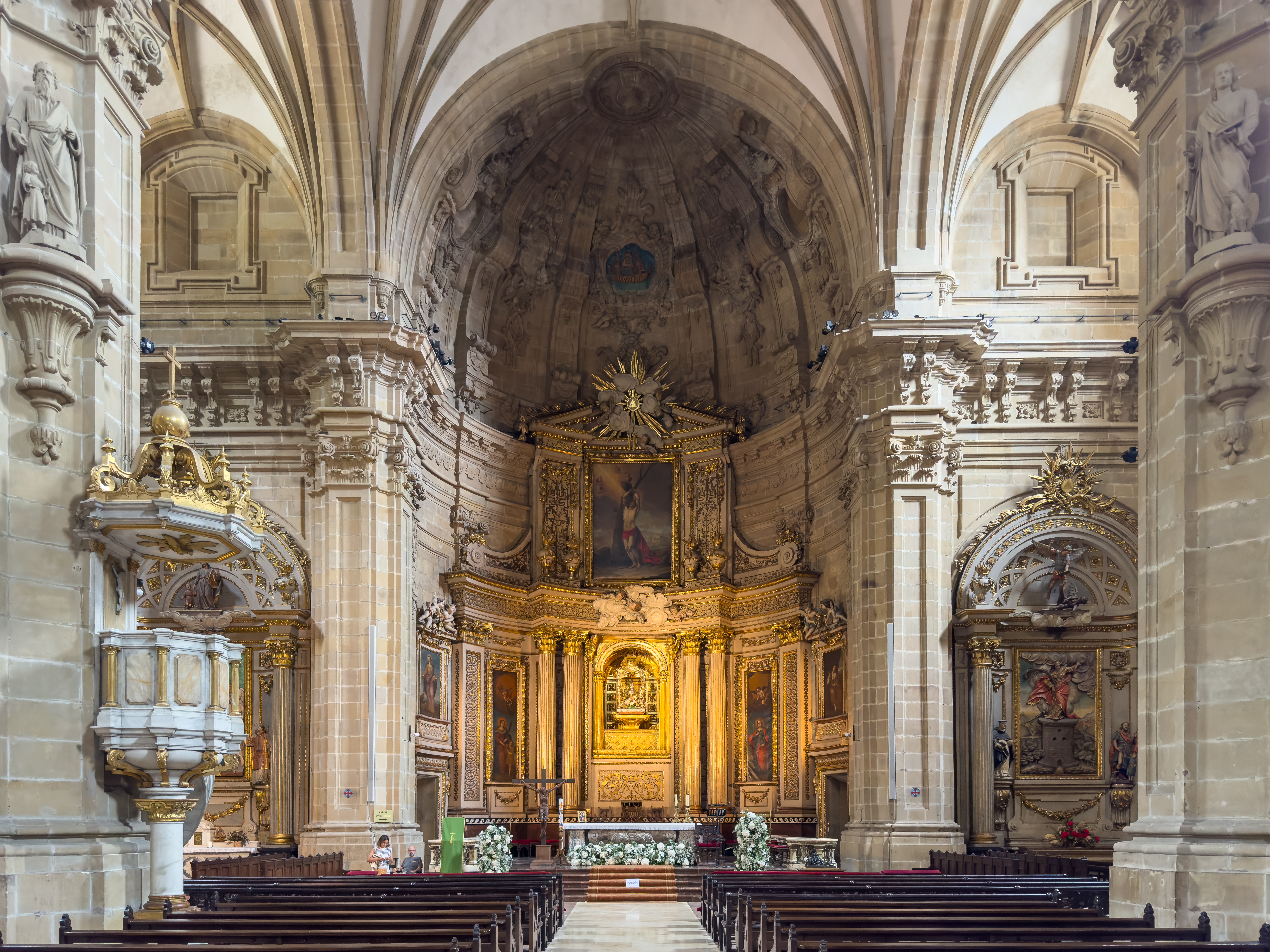
Intérieur de la basilique.

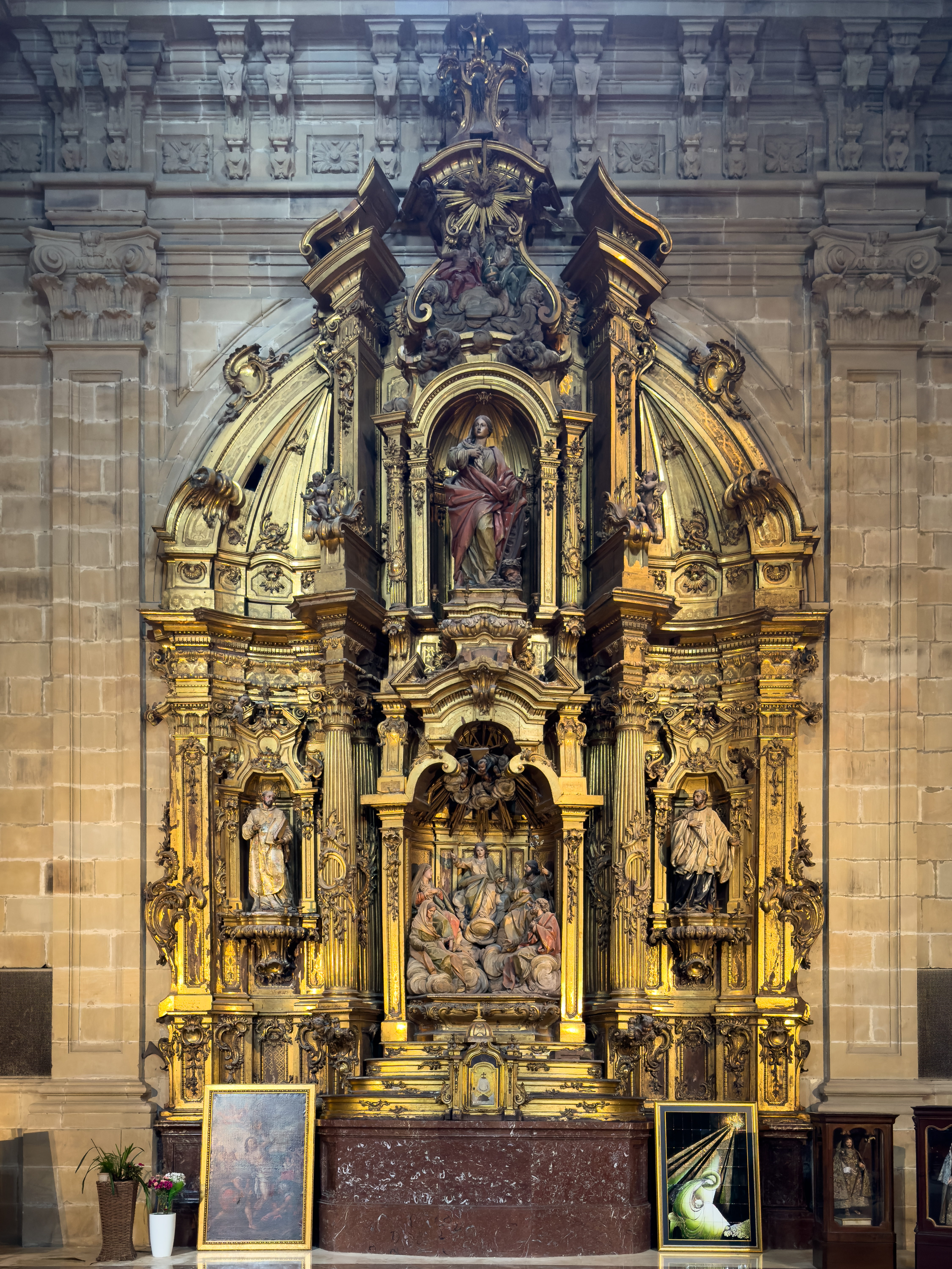
Retable latéral.

Dans la niche, on peut observer la figure de saint Sébastien martyr, saint patron de la ville.
Le saint est également présent à l’intérieur de l'édifice où se trouve un tableau de Luis Boccia datée de 1819.
À l’intérieur, l'on trouve le retable central et le retable latéral, œuvres de Diego de Villanueva et Francisco Azurmendi, qui forment un ensemble de style classique. Le retable central est dédié à la Vierge du Chœur qui est, avec saint Sébastien, la sainte patronne de la ville. L'image de la Vierge est une sculpture en bois d'environ quarante centimètres, qui a été réalisée entre le XVe et le XVIe siècle. La douceur de son expression et son teint brun sont remarquables.
Au pied de l’église se trouve le chœur, relié par un petit escalier. Les stalles remarquables, disposées en demi-cercle, sont l'œuvre de Francisco Bocente y Mendía et un orgue romantique Cavaillé-Coll, de 1863, dont la façade est celle d'un vieil orgue baroque.

## Histoire
La basilique s'élève à l'emplacement jadis occupé par une église romane des XIIe et XIIIe siècles construite par les rois de Navarre puis agrandie dans le style gothique Renaissance, entre 1522 et 1560, par les Habsbourg, alors rois d'Espagne.
En 1688, une explosion dans les dépôts de poudre du château de La Mota, situé à l’arrière du monument religieux, endommage profondément l’église.
Les travaux de reconstruction débutent en 1743 d’après le projet des architectes Pedro Ignacio de Lizardi et Miguel de Salazar. Un étage avec trois nefs d'égale hauteur et couvertes par des voûtes entrecroisées, achevées en 1771, finalisent la structure du monument.
Le 31 août 1813, pendant la guerre d'indépendance espagnole, Saint-Sébastien est incendié par les troupes britanniques combattant l'armée française qui occupent alors la ville. Tout Saint-Sébastien est brûlé, sauf la rue menant à l'église, aujourd'hui appelée rue du 31-Août.
L'église a été érigée en basilique mineure le 12 février 1973.